# Sudsakorn Sor Klinmee
Sudsakorn Sor Klinmee (in thailandese สุดสาคร ส.กลิ่นมี; Pattaya, 25 agosto 1986) è un pugile thailandese.

## Biografia
Sudsakorn Sor Klinmee è uno dei migliori atleti della Thailandia la cui fama è presto cresciuta a livello internazionale. Il suo alias di fighter Sudsakorn proviene da una delle più antiche leggende thailandesi secondo la quale, figlio di una sirena, il piccolo Sudsakorn è un bambino prodigio che intraprende un pericoloso viaggio in groppa al suo Cavallo-Drago per riuscire a trovare il padre mai conosciuto. L'appellativo Sor Klinmee invece è il nome della palestra con cui è cresciuto, in Thailandia infatti è d'uso fra i combattenti portare il nome della palestra con cui sono legati.
Nato a Pattaya come Som Klinmee, è soprannominato e conosciuto come « O » dal popolo thailandese. Sudsakorn ha iniziato a praticare Muay Thai all'età di soli 6 anni, allenato dal patrigno Yaak e da suo cugino più grande Rambaa Somdet M16 già all'epoca molto conosciuto nell'ambiente Thailandese e che diventerà poi uno dei migliori atleti di sempre. 
Sudsakorn negli anni si sposta di palestra in palestra, passando per la Sit Or Gym, la Sitjaipetch e l'RMB. Intanto compiva la sua prima esperienza internazionale stabilendosi per tre mesi in Irlanda, dove si allena, insegna e combatte. Si sposterà poi in Francia dove combatte con i migliori atleti nella categoria 64-70 kg. 
Quando a fine di una gloriosa carriera Tappaya Sit Or, fratello minore della madre, decide di ritirarsi dal ring, apre la palestra Sor Klinmee e Sudsakorn decide di stabilirsi con lo zio.
Nel 2009 arriva per la prima volta in Italia, dove seguito da Filippo Cinti partecipa ai galà più prestigiosi come Oktagon e Thai Boxe Mania guadagnando un successo dopo l'altro.
Nel 2011 firma un contratto con il Thai Fight Group, la maggiore e più famosa compagnia di Muay Thai con sede a Bangkok, diventando uno dei loro maggiori esponenti e amatissimo dal loro pubblico.
Nel 2012 si sposa con la sua ex moglie di nazionalità italiana che si stabilirà in Thailandia con lui. La coppia divorzia ufficialmente nel 2022.
Nella primavera del 2013 inizia il primo torneo Kard Chueck di Thai Fight che viene trasmesso sulla tv nazionale thailandese, assieme ad altri 32 atleti provenienti da tutto il mondo. Nel dicembre dello stesso anno, arrivato in finale, vince contro il fortissimo thailandese Sayok Pumpanmuang portando a casa la prestigiosa cintura e la coppa reale che gli viene consegnata dalla principessa thailandese Ubolratana Rajakanya in persona.
Negli ultimi anni ha iniziato una serie di relazioni con la Cina, dove spesso disputa incontri nei gala più rinomati ed è diventato testimonial ufficiale di due grandi palestre, una in Nanjing e l'altra in Wuhan.
Infine nel 2018 apre a Pattaya la Sudsakorn Arena Stadium e la Sudsakorn Muay Thai Gym.

## Carriera

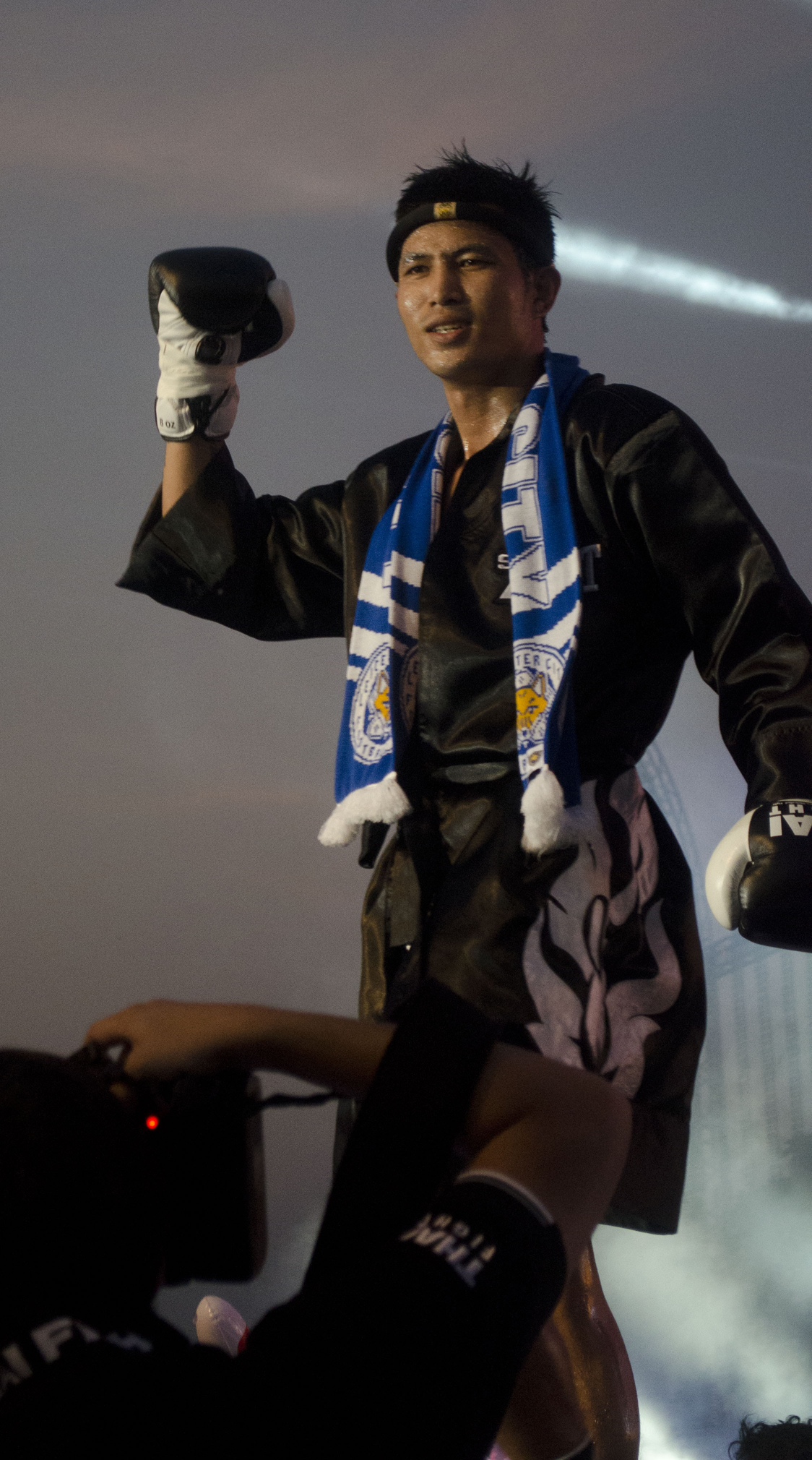
Bangkok 2012.

Durante il suo soggiorno in Irlanda batte ben due volte il rinomato campione inglese Robert Storey (All'epoca Sudsakorn pesava 61 kg). Durante il secondo match, trasmesso in onda dal canale Eurosport, Robert Storey si frattura un braccio a causa di un fortissimo calcio circolare di Sudsakorn, ma l'inglese riuscirà comunque a terminare tutti e 5 i round.
Nel 2006 Sudsakorn vince contro Slovak Egon Herzing portando a casa il titolo di campione della WMC S1 World Muay Thai Championship nella classe -64 kg. Combattevano al prestigioso evento King's Cup che si tiene ogni anno il 5 dicembre in onore dell'ormai defunto re di Thailandia Bhumibol Adulyadej.
Lo stesso anno combatte uno dei match più belli della sua carriera contro il thailandese Ouadang Soukilatougsong alla quale porta via il titolo di Campione WPMF World Professional Muaythai Federation.
Nel 2007 vince contro Kaosanit Sopanpai, diventando Campione di TV7. Il torneo TV7 is svolgeva ogni domenica a Bangkok e riuniva assieme tutti i campioni con almeno 3 vincite consecutive presso i maggiori stadi di Muay Thai di Bangkok quali il Rajadamnern, il Lumpinee e l'Omnoi.
L'incontro più tosto di quell'anno però lo disputa contro il terribile thailandese Kongfa Bergmun, vincendo la cintura del Fairtex Thepprasit Stadium di Pattaya.
Nel 2010 partecipa al prestigioso torneo Isuzu Cup. Sudsakorn dopo tre vittorie è in cima alla classifica vincendo anche contro il fortissimo Khem Sitsongpeenong ed è chiaro a tutti che sarà lui il vincitore del torneo ma verrà squalificato con l'accusa di aver violato le regole dell'organizzazione combattendo in Italia contro Giorgio Petrosyan durante il periodo di validità del torneo Isuzu Cup.
Nel 2012 vince la cintura del TK2 World Max combattendo a Marsiglia contro il francese Cedric Castagna.
Affronta il bravissimo francese Mickeal Piscitello il 19 settembre 2012 combattendo al Thai Fight di Lione. L'incontro viene stoppato a causa di un piccolissimo taglio sulla fronte che sollevò molte lamentele da parte dei fan. L'anno dopo, il 26 gennaio 2013, Sudsakorn si aggiudica però la rivincita allo Yokkao Extreme di Milano. Piscitello perde ai punti ma subisce un conteggio al primo round.
Il 19 aprile 2013 combatte al Thai Fight di Pattaya dove stenderà al tappeto l'avversario cambogiano Ong Phearak con un eccezionale gomito girato a pochi secondi dall'inizio del primo round. Sarà uno dei KO più spettacolari di sempre.
Durante maggio dello stesso anno, si sposta a Samut Prakan dove prende parte al primo reality show thailandese di Kard Chueck a cui partecipano 32 atleti provenienti da tutto il mondo. Sudsakorn è il capo del Black Team, mentre il White Team avversario è capitanato dal temibile Sayok Pumpanmuang. I due thailandesi si scontreranno poi nella finale di dicembre dove Sudsakorn vince ai punti alla fine del quarto round, portando a casa la prima cintura in assoluto di Kard Chueck Thai Fight Champion.
Nel 2014 affronta il famoso monaco shaolin Yi Long vincendo all'unanimità. Il fighter cinese indispettito dall'esito dell'incontro rifiuterà poi qualsiasi proposta per una rivincita fra i due.
Nel 2015 perde la finale del torneo di Thai Fight contro Youssef Boughanem subendo ben due conteggi alla prima ripresa. Solo dopo la fine del match alle domande dei giornalisti che chiedono cosa gli fosse accaduto sul ring Sudsakorn spiegherà di esser stato male la notte prima ma di non aver voluto disdire l'incontro più importante dell'anno costituendo per tutti un grandissimo esempio di professionalità. Si solleveranno poi voci di un avvelenamento.
Nel 2017 a Yala, Thailandia, realizza il record più veloce della storia della muay thai realizzando un KO dopo soli 9 secondi con un terribile pugno di rimessa che butta giù l'avversario.

## Titoli e successi
- Campione del Thai Fight Kard Chuek 2013
- Finalista al Fight Code Dragon Series (72,5 kg) 2011
- Campione World Kickboxing Network (W.K.N.) World Grand Prix BIG-8 nel 2010 in Bielorussia (66,7 kg)
- Campione W.K.N. Muaythai World Welterweight Champion (66,7 kg) 2010
- Primo posto nella classifica ufficiale 2009 del Lumpinee Boxing Stadium
- Campione del Fairtex Thepprasit Muay Thai Stadium 2007
- Campione W.P.M.F. World Super Lightweight Champion World Professional Championship Muaythai (63,5 kg) 2006
- Campione WMC S1 World Champion - WMC S1 Songchai (64 kg) 2006
- Finalista al torneo Toyota 4X4 al Radjadamnern 2004-2005

## Kickboxing Records
| Data       | Risultato | Avversario                 | Evento                                         | Luogo                         | Modalità                | Round | Tempo |
| ---------- | --------- | -------------------------- | ---------------------------------------------- | ----------------------------- | ----------------------- | ----- | ----- |
| 04-11-2018 | Vittoria  | Sebastien Billard          | All Star Fight                                 | Pattaya                       | KO                      | 1     | 1:20  |
| 15-09-2018 | Sconfitta | Mohamad Ghaedi             | Shang Wu Hero                                  | Cina                          | Decisione               | 3     | 3:00  |
| 25-08-2018 | Vittoria  | Ayob Saki                  | THAI FIGHT                                     | Rayong                        | Decisione (Unanime)     | 4     | 3:00  |
| 11-07-2018 | Vittoria  | Hossein Nasiri             | CM Fight                                       | Chiang Mai                    | KO (Low Kick)           | 2     |       |
| 21-04-2018 | Vittoria  | Claudio Amoruso            | Thai Fight Rome                                | Roma                          | KO (Low Kick)           | 3     |       |
| 27-01-2018 | Sconfitta | Chingiz Allazov            | Thai Boxe Mania                                | Torino                        | Decisione               | 3     | 3:00  |
| 23-12-2017 | Sconfitta | Vasil Sorokin              | Thai Fight Chiang Mai                          | Thailandia                    | Decisione               | 3     | 3:00  |
| 25-11-2017 | Vittoria  | Oleksandr Moisa            | Thai Fight Khmer                               | Cambogia                      | Decisione (Unanime)     | 3     | 3:00  |
| 30-09-2017 | Vittoria  | Yankuba Yuwara             | Thai Fight Barcellona                          | Spagna                        | KO                      | 3     |       |
| 15-07-2017 | Vittoria  | Erick Massion              | Thai Fight Yala                                | Thailandia                    | KO                      | 1     | 0:09  |
| 27-05-2017 | Vittoria  | Martin Meoni               | Thai Fight Italy                               | Italia                        | Decisione (Unanime)     | 3     | 3:00  |
| 29-04-2017 | Vittoria  | Anouar Khamlali            | Amazing Fight Spirit                           | Roma                          | Decisione (Unanime)     | 3     | 3:00  |
| 08-04-2017 | Vittoria  | Johane Beausejour          | Thai Fight Paris                               | Parigi                        | Decisione (Unanime)     | 3     | 3:00  |
| 25-03-2017 | Vittoria  | Pascal Schroth             | KOF.MTK                                        | Cina                          | Decisione               | 3     | 3:00  |
| 28-01-2017 | Sconfitta | Jimmy Vienot               | Thai Boxe Mania Torino                         | Italia                        | Decisione               | 3     | 3:00  |
| 24-12-2016 | Sconfitta | Antoine Pinto              | Thai Fight Bangkok                             | Thailandia                    | Decisione (Extra Round) | 4     | 3:00  |
| 19-11-2016 | Vittoria  | Pascal Schroth             | Thai Fight AIRRACE                             | Utapao, Thailandia.           | Decisione               | 3     | 3:00  |
| 15-10-2016 | Sconfitta | Islam Murtazaev            | Thai Fight Nanjing                             | Cina                          | Decisione               | 3     | 3:00  |
| 11-09-2016 | Vittoria  | Filip Kulawinski           | Thai Fight London                              | Londra                        | Decisione               | 3     | 3:00  |
| 20-08-2016 | Vittoria  | Jian Kai Chee              | Thai Fight Innovation                          | Thailandia                    | KO                      | 1     | 1:17  |
| 2016-07-02 | Vittoria  | Zhao Chunyang              | WLF Glory of Heros                             | Cina                          | TKO                     | 2     |       |
| 21-05-2016 | Vittoria  | Masoud Minaei              | KOF.MTK                                        | Cina                          | Decisione (Unanime)     | 3     | 3:00  |
| 30-04-2016 | Vittoria  | Carlos Formiga             | Thai Fight Samui                               | Thailandia                    | Decisione (Unanime)     | 3     | 3:00  |
| 19-03-2016 | Vittoria  | Luciano Vasquez            | Thai Fight Korat                               | Thailandia                    | Decisione (Unanime)     | 3     | 3:00  |
| 05-03-2016 | Vittoria  | Li Yankun                  | WLF                                            | Cina                          | Decisione (Unanime)     | 3     | 3:00  |
| 20-02-2016 | Vittoria  | Dimitri Masson             | QUSN                                           | Cina                          | Decisione (Unanime)     | 3     | 3:00  |
| 30-01-2016 | Vittoria  | Johane Beausejour          | Thai Boxe Mania Torino                         | Italia                        | Decisione (Unanime)     | 3     | 3:00  |
| 31-12-2015 | Sconfitta | Youssef Boughanem          | Thai Fight Bangkok                             | Thailandia                    | Decisione               | 3     | 3:00  |
| 21-11-2015 | Vittoria  | Miles Simson               | Thai Fight                                     | Thailandia                    | Decisione (Unanime)     | 3     | 3:00  |
| 24-10-2015 | Vittoria  | Nicholas Carter            | Thai Fight Vietnam                             | Vietnam                       | Decisione               | 3     | 3:00  |
| 17-09-2015 | Vittoria  | Ivan Kosykh                | Thai Fight Moscow                              | Russia                        | Decisione (Unanime)     | 3     | 3:00  |
| 22-08-2015 | Vittoria  | Anes Lahkmari              | Thai Fight                                     | Thailandia                    | KO (Gomito girato)      | 2     | 1:44  |
| 18-07-2015 | Vittoria  | Samuel Andoche             | Thai Fight China                               | Cina                          | Decisione (Unanime)     | 3     | 3:00  |
| 02-05-2015 | Vittoria  | Ramzi Nouainia             | Thai Fight Samui                               | Koh Samui, Thailandia         | TKO (Low kick)          | 3     |       |
| 04-04-2015 | Vittoria  | Alex Oller                 | Thai Fight                                     | Thailandia                    | Decisione               | 3     | 3:00  |
| 15-03-2015 | Sconfitta | Aotegen Bateer             | GISA                                           | Guangzhou, Cina               | Decisione               | 3     | 3:00  |
| 22-11-2014 | Vittoria  | Carl N'Diaye               | Thai Fight                                     | Thailandia                    | KO                      | 2     |       |
| 24-05-2014 | Vittoria  | Yi Long                    | Yokkao 9                                       | Xinyang, Cina                 | Decisione               | 3     | 3:00  |
| 06-04-2014 | Vittoria  | Matthew Richardson         | Thai Fight                                     | Sattahip, Thailandia          | Decisione (Unanime)     | 3     | 3:00  |
| 22-02-2014 | Vittoria  | Vahid Roshani              | Thai Fight                                     | Hua Hin, Thailandia           | Decisione (Unanime)     | 3     | 3:00  |
| 23-12-2013 | Vittoria  | Saiyok Pumpanmuang         | Thai Fight Kard Chuek Final                    | Bangkok                       | Decisione               | 4     | 3:00  |
| 30-11-2013 | Vittoria  | Salah Khalifa              | Thai Fight                                     | Bangkok, Thailandia           | Decisione (Unanime)     | 3     | 3:00  |
| 22-09-2013 | Vittoria  | Ali Jadid                  | Thai Fight                                     | Pattani, Thailandia           | TKO (Pugilato)          | 2     |       |
| 30-07-2013 | Vittoria  | Crice Boussoukou           | Thai Fight Kard Chuek                          | Thailandia                    | Decisione               | 3     | 3:00  |
| 15-07-2013 | Vittoria  | Lahoucine Idouche          | Thai Fight Kard Chuek                          | Thailandia                    | KO (Pugilato)           | 1     |       |
| 29-06-2013 | Vittoria  | Dimitri Masson             | Thai Fight                                     | Bangkok, Thailandia           | TKO (Low kick)          | 3     | 3:00  |
| 15-06-2013 | Vittoria  | Victor Hugo Nunes          | Thai Fight Kard Chuek                          | Thailandia                    | Decisione (Unanime)     | 3     | 3:00  |
| 01-06-2013 | Vittoria  | Seyedisa Alamdarnezam      | Thai Fight Kard Chuek                          | Thailandia                    | Decisione               | 4     | 3:00  |
| 19-04-2013 | Vittoria  | Ong Phearak                | Thai Fight Pattaya                             | Pattaya, Thailandia           | KO (Gomito girato)      | 1     |       |
| 23-02-2013 | Vittoria  | Veselin Veselinov          | Thai Fight                                     | Ayutthaya, Thailandia         | KO (Diretto)            | 3     |       |
| 26-01-2013 | Vittoria  | Mickael Piscitello         | Yokkao Extreme 2013                            | Milano                        | Decisione (Unanime)     | 3     | 3:00  |
| 16-12-2012 | Vittoria  | Gustavo Mendes             | Thai Fight                                     | Thailandia                    | Decisione (Unanime)     | 3     | 3:00  |
| 25-11-2012 | Vittoria  | Mohammad Hossein Doroudian | Thai Fight                                     | Nakhon Ratchasima, Thailandia | KO (Gomito destro)      | 2     |       |
| 06-10-2012 | Vittoria  | Cédric Castagna            | TK2 World Max 2012                             | Marsiglia                     | Decisione               | 3     | 3:00  |
| 19-09-2012 | Sconfitta | Mickael Piscitello         | Thai Fight Lyon                                | Lione                         | TKO (Taglio)            | 2     |       |
| 17-08-2012 | Vittoria  | Issam Reghi                | Thai Fight England                             | Leicester                     | Decisione               | 3     | 3:00  |
| 14-06-2012 | Vittoria  | Hichem Chaïbi              | Best of Siam                                   | Parigi                        | Decisione               | 5     | 3:00  |
| 17-04-2012 | Sconfitta | Singmanee Kaewsamrit       | Thai Fight                                     | Pattaya                       | Decisione               | 3     | 3:00  |
| 21-01-2012 | Vittoria  | Marco Piqué                | Yokkao Extreme 2012                            | Milano                        | Decisione (Unanime)     | 3     | 3:00  |
| 17-12-2011 | Sconfitta | Yury Bessmertny            | Fight Code - Dragon Series                     | Ungheria                      | Decisione               | 3     | 3:00  |
| 17-12-2011 | Vittoria  | Abdallah Mabel             | Fight Code - Dragon Series                     | Ungheria                      | Decisione               | 3     | 3:00  |
| 15-10-2011 | Vittoria  | Halim Issaoui              | Fight Code - Dragon Series                     | Marsiglia                     | TKO (Low kick)          | 3     | 1:05  |
| 07-08-2011 | Vittoria  | Nishikawa Tomoyuki         | Thai Fight Extreme                             | Ariake Coliseum, Tokyo        | Decisione (Unanime)     | 3     | 3:00  |
| 17-07-2011 | Vittoria  | Aitor Alonso               | Thai Fight Extreme                             | Hong Kong                     | TKO                     | 2     |       |
| 14-05-2011 | Vittoria  | Abdallah Mabel             | Thai Fight Extreme                             | Cannes                        | Decisione               | 3     | 3:00  |
| 12-03-2011 | Vittoria  | Xu Yan                     | Fight Code: Dragon Series Round 2              | Milano                        | Decisione (Unanime)     | 3     | 3:00  |
| 29-01-2011 | Sconfitta | Giorgio Petrosyan          | Thai Boxe Mania 2011                           | Torino                        | Decisione               | 3     | 3:00  |
| 15-01-2011 | Vittoria  | Kem Sitsongpeenong         | Isuzu Tournament Second Round, Omnoi Stadium   | Bangkok                       | Decisione (Unanime)     | 5     | 3:00  |
| 11-12-2010 | Vittoria  | Kongjak Sor Tuantong       | Isuzu Tournament First Round, Omnoi Stadium    | Bangkok, Thailandia           | Decisione               | 5     | 3:00  |
| 04-11-2010 | Vittoria  | Big Ben Chor Praram 6      | Fairtex Theprasit Boxing Stadium               | Pattaya, Thailandia           | KO                      | 2     |       |
| 12-09-2010 | Vittoria  | Andrei Kulebin             | W.K.N. Belarus Big 8 Tournament, Final         | Minsk, Bielorussia            | TKO (Taglio)            | 2     |       |
| 12-09-2010 | Vittoria  | Ruslan Kushnirenko         | W.K.N. Belarus Big 8 Tournament, Semi Final    | Minsk, Bielorussia            | Decisione (Unanime)     | 3     | 3:00  |
| 12-09-2010 | Vittoria  | Michael Mananquil          | W.K.N. Belarus Big 8 Tournament, Quarter Final | Minsk, Bielorussia            | Decisione (Unanime)     | 3     | 3:00  |
| 02-08-2010 | Vittoria  | Tawalit                    | Fairtex Theprasit Boxing Stadium               | Pattaya, Thailandia           | TKO                     | 4     | 1:00  |
| 24-04-2010 | Vittoria  | Djimé Coulibaly            | FightZone 4, Maison des Sports                 | Villeurbanne, Francia         | Decisione               | 5     | 3:00  |
| 10-04-2010 | Vittoria  | Houcine Bennoui            | Sherdana K-1 Gala                              | Olbia, Italia                 | Decisione (Unanime)     | 5     | 3:00  |
| 25-03-2010 | Vittoria  | Wilfrid Montagne           | Planet Battle, Queen Elizabeth Stadium         | Hong Kong                     | KO                      | 1     |       |
| 13-03-2010 | Vittoria  | Chahid Oulad El Had]       | Oktagon presents: It's Showtime 2010           | Milano                        | Decisione (Unanime)     | 3     | 3:00  |
| 30-01-2010 | Vittoria  | Andrei Kulebin             | Thai Boxe Mania                                | Torino                        | KO (Diretto)            | 2     |       |
| 10-01-2009 | Vittoria  | Angelo Campoli             | Gala Kickboxing Superstar at Palalido          | Milano                        | KO                      | 4     |       |
| 10-10-2009 | Vittoria  | Amnoydet Petsoupapan       |                                                | Hong Kong                     | KO                      | 2     |       |
| 18-09-2009 | Scontiffa | Kem Sitsongpeenong         | Kiatpet Fights Stadio Lumpinee                 | Bangkok                       | TKO                     | 3     |       |
| 15-08-2009 | Vittoria  | Salahdine Ait Naceur       | Moroccan King's Birthday Event                 | Marocco                       | Decisione (Unanime)     | 3     | 3:00  |
| 26-07-2009 | Vittoria  | Noppadet Chengsimewe Gym   | TV 7 Stadium                                   | Bangkok                       | Decisione (Unanime)     | 5     | 3:00  |
| 20-06-2009 | Vittoria  | Attachai Fairtex           | Gala de Levallois-Perret                       | Parigi                        | Decisione               | 5     | 3:00  |
| 12-04-2009 | Sconfitta | Noppadet Chengsimewe Gym   | TV 7 Stadium                                   | Bangkok                       | Decisione               | 5     | 3:00  |
| 15-03-2009 | Vittoria  | Kongfar Uddonmuang         | TV 7 Stadium                                   | Bangkok                       | Decisione               | 5     | 3:00  |